# Operose Peak
Operose Peak är en bergstopp i Antarktis. Den ligger i Östantarktis. Australien gör anspråk på området. Toppen på Operose Peak är 2 130 meter över havet, eller 54 meter över den omgivande terrängen. Bredden vid basen är 0,64 km.
Terrängen runt Operose Peak är huvudsakligen bergig. Trakten är obefolkad. Det finns inga samhällen i närheten. 